# A Gun Fightin' Gentleman
A Gun Fightin' Gentleman er en amerikansk stumfilm fra 1919 af John Ford.

## Medvirkende
- Harry Carey som Cheyenne Harry
- J. Barney Sherry som John Merritt
- Kathleen O'Connor som Helen Merritt
- Harry von Meter
- Lydia Yeamans Titus